# Міріам Аррі
Міріа́м Аррі́, справжнє ім'я Марія Розетта Шапіра (фр. Myriam Harry, Maria Rosette Shapira; 21 лютого 1869, Єрусалім — 10 березня 1958, Нёйі-сюр-Сен) — французька письменниця та журналістка. Дочка відомого єрусалимського антиквара Мозеса Шапіри, автор історичних романів, автобіографічної прози та дорожніх нотаток, автор історичних романів, автобіографічної прози та дорожніх нотаток.

## Біографія і творчість
Марія Шапіра народилася в 1869 році (в деяких джерелах вказується 1875 рік) в Єрусалимі. Її батьком був відомий єрусалимський антиквар Мозес Шапіра, родом із Росії, а мати — Розетта Шапіра, колишня протестантська дияконеса. 1884 року, після звернення до фальсифікації старовинних рукописів, Мозес Шапіра наклав на себе руки. Сім'я збанкрутувала; дружина Шапіри продала рештки майна та повернулась на свою батьківщину — у Німеччину. Там Марія і її старша сестра вчилися в ліцеї в Берліні. Марія говорила і писала по-німецьки та по-англійськи; в Німеччині вона друкувалася в газетах і журналах, включаючи Berliner Tageblatt. Однак, отримавши диплом учительки початкових класів, вона вирішила вивчити французьку і оселитися в Парижі.
Марія приїхала у Францію у 17 років. Впродовж деякого часу вона була секретарем французької літературної критики Жюля Леметра. Поступово зблизилася з літературними колами, почала відвідувати літературні салони (в тому числі Анатоля Франса і мадам де Кайяве) і публікуватися. Їй надали підтримку такі літератори, як Катюль Мендес, Марсель Швоб, Маргеріт Дюран. 1899 року було опубліковано її роман «Passage de bédouins». За ним вийшли ще кілька романів, місцем дії яких був Французький Індокитай. Відгуки критики були позитивними, однак справжній успіх прийшов після публікації роману «La Conquête de Jérusalem» («Завоювання Єрусалима», 1903). 1904 року він був удостоєний літературної Премії Феміна. Міріам Аррі стала першим лауреатом цієї премії, незабаром після її заснування. Перед цим вона, за підтримки Анни де Ноай, номінована на Гонкурівську премію, але не отримала її. Відомо, що Премія Феміна була заснована саме як «жіноча» альтернатива «чоловічої» Гонкурівської премії, після того, як Аррі отримала відмову через те, що вона — жінка. Надалі письменниця увійшла в журі цієї премії.
Протягом своєї літературної кар'єри Міріам Аррі опублікувала близько 35 романів, у тому числі «La Divine chanson» (1911), «La petite fille de Jérusalem» (1914), «Siona chez les Barbares» (1918), «Siona à Paris» (1919) і «Le Tendre cantique de Siona» (1922). Центральний персонаж кількох книг — Сіона, що народилася в Єрусалимі, а потім переселилася до Франції — у багатьох є alter ego самої письменниці. У деяких своїх романах, як-от «Les Amants de Sion» (1923), «La Nuit de Jérusalem» (1928) і «La Jérusalem retrouvée» (1930), вона з почуттям пише про сіоністські рухи. В іншому її творчість була близькою до літератури французького орієнталізму.
З 1904 року Міріам Аррі була одружена з французьким скульптором Емілем Перро. Вона багато подорожувала — до Тунісу, Єгипту, Персії, Індокитаю, на Мадагаскар і в рідну Палестину&— в тому числі як журналістка. Матеріал, зібраний під час цих поїздок, став основою репортажів і книг. 1934 року Аррі стала кавалером Ордена Почесного Легіону.
Міріам Аррі померла в 1958 році в Неї-сюр-Сен.